# Franz-Josefs-Kai
 (avril 2025).
Si vous disposez d'ouvrages ou d'articles de référence ou si vous connaissez des sites web de qualité traitant du thème abordé ici, merci de compléter l'article en donnant les références utiles à sa vérifiabilité et en les liant à la section « Notes et références ».
En pratique : Quelles sources sont attendues ? Comment ajouter mes sources ?
Le Franz-Josefs-Kai est une rue de Vienne en Autriche.

## Situation et accès
Située dans l'Innere Stadt, elle s'étend sur 1,3 km et environ 50 à 100 m de large, le long de la rive droite du canal du Danube. Elle forme le quart nord-est de la voie qui entoure la vieille ville de Vienne et n'est accessible que par la circulation privée dans le sens des aiguilles d'une montre et s'étend de la Maria-Theresien-Straße, la frontière jusqu'au 9e arrondissement, et du Ringturm (Schottenring), le long de la Morzinplatz et de la Schwedenplatz, jusqu'à la Julius-Raab-Platz (Urania, Stubenring) ; l'autre partie allant de l'Urania au Ringturm fait partie du Ring. Dans le sens droit de la construction routière, le quai fait partie de la Donaukanal Straße (de) (B227), une route nationale viennoise.

## Origine du nom
La rue tire son nom de l'empereur d'Autriche et roi apostolique de Hongrie François-Joseph Ier d'Autriche (1830-1916).

## Historique
Le Kai est construit entre 1858 et 1860 dans le cadre de la démolition des fortifications. La construction commence le 29 mars 1858, lorsque les premières briques du Rotenturm sont cassées.
Le 1er mai 1858, l'Empereur et l'Impératrice participent à la cérémonie d'ouverture de la rue. La demande du bourgmstre Johann Kaspar von Seiller (de) d'être autorisé à donner au quai le nom du monarque est accordée ; dans une lettre manuscrite datée du 20 décembre 1857, l'empereur approuve l'abandon des murs entourant le centre-ville et des fossés qui l'entouraient.
Le Kai est alors considéré comme presque aussi représentatif que le Ring et possède des bâtiments dans le style typique du Ring ; la plupart d'entre eux sont détruits lors de duels d'artillerie entre la Wehrmacht et l'Armée rouge lors de l'offensive de Vienne en 1945. Les bâtiments résidentiels restants, reconstruits de 5 à 6 étages, datent pour la plupart du Gründerzeit.
Après la Seconde Guerre mondiale, avec l'abandon de deux étroites rues parallèles au quai au confluent de la Rotenturmstraße, de l'Adlergasse (vers la Schwedenplatz) et de la Kohlmessergasse (vers la Morzinplatz), flanquées uniquement de ruines, ces deux places sont plus que doublées le long du quai et ont depuis fusionné visuellement (mais pas en termes de numéros de maison). Cela les rendait beaucoup plus attractifs pour les piétons et les magasins. Les résultats d'un concours d'idées annoncé en 1946 pour le réaménagement à grande échelle de la zone du canal du Danube ne sont pas concrétisés. Lois Welzenbacher présente le projet le plus radical : outre quelques immeubles de grande hauteur, des bâtiments auraient dû être construits selon une séquence rythmique perpendiculaire au canal du Danube (et donc aussi sur le Franz-Josef-Kai).
Dans les années 1960, dans la partie nord du quai, entre le Schottenring, à l'angle du Ringturm, et le Salztorbrücke (de), la chaussée à quatre voies longeant l'ensemble du quai est déplacée au bord de la rivière, en dehors des espaces verts ; cela augmente considérablement les zones piétonnes le long des maisons. Cela crée aussi une voie séparée pour le tramway, qui est étendue pour couvrir l'ensemble du quai.
Les rues adjacentes au Franz-Josefs-Kai au nord et à l'est le long de la rive droite du canal du Danube, qui font également partie de la B227, portent des noms différents (au nord : Rossauer Lände ; à l'est/au sud-est : Uraniastraße, Obere Weißgerberstraße, Dampfschiffstraße, Weißgerberlände, Erdberger Lände, etc.) et sont moins larges. En aval du Stadionbrücke, la route rejoint l'autoroute A4 en direction de l'aéroport de Vienne et de Budapest.

## Bâtiments remarquables et lieux de mémoire
La liste commence à l'extrémité nord du quai. Les numéros indiqués sont des numéros de série (généralement des numéros de maison) du quai. Les cinq ponts (ils furent détruits en 1945) mènent au 2e arrondissement de Vienne, Leopoldstadt, qui s'étend sur la partie sud de l'île formée par le canal du Danube et le Danube.
- Augartenbrücke (une extension de la Maria-Theresien-Straße, parallèle au Schottenring), extrémité nord de Franz-Josefs-Kai. Le pont marque la frontière entre le 1er et le 9e arrondissements.
- N°63 et 65 : Ce bloc d'habitations situé à l'extérieur de la Ringstrasse fait partie du Franz-Josefs-Kai.
- N°59 et 61 : Ringturm. Au coin du Schottenring, il marque l'extrémité nord supposée du quai, qui s'étend en réalité jusqu'au Augartenbrücke.
- Flex : club de musique situé dans une station de métro désaffectée, accessible depuis le Vorkai (escalier du Augartenbrücke)
- Station Schottenring (U2, U4) : en face du Ringturm sur le quai
- N° 37 : "Maison gothique", construite par Heinrich Ferstel 1860-1862
- Salztorbrücke (du nom de la porte de la ville démolie en 1759)
- Face au pont : Salztorgasse (accès important à la vieille ville, ligne 2A)
- N° 31 et 33 : cour Leopold-Figl sur la propriété de l'Hotel Metropole, détruit en 1945 et qui était le siège viennois de la Gestapo (salle du souvenir des victimes, entrée de la Salztorgasse)
- Morzinplatz : Il agrandit l'espace routier du quai vers la vieille ville ; sur une marche dans le sol, accessible via le Ruprechtsstiege, se dresse l'église Saint-Rupert, l'une des plus anciennes de Vienne. Le bloc de maisons à droite de l'escalier porte les adresses Morzinplatz 1 et 2, le côté du Leopold-Figl-Hof face à Morzinplatz porte le numéro 4 (ancienne entrée principale de l'hôtel). Il n'y a pas d'autres numéros de maison ; Le bloc de maisons à gauche de l'escalier porte l'adresse Franz-Josefs-Kai 29.
- Monument à la mémoire des victimes de la Gestapo (sur la Morzinplatz en face du n°4)
- N° 25-29 : Jusqu'en 1954, la Kohlmessergasse était parallèle au quai de la Morzinplatz à la Rotenturmstrasse, à laquelle était relié côté quai l'Herminenhof de 110 m de long et 6 étages, construit après 1887 dans le style historiciste tardif. L'énorme bâtiment est détruit lors de la bataille de Vienne et remplacé par un espace vert.
- Marienbrücke (avec une Madone Art Nouveau de 5 m de haut)
- Face au pont : croisement avec la Rotenturmstraße en venant de la Stephansplatz, le centre-ville, sortie de cette partie de la vieille ville (ligne 2A) ; La maison d'angle située au 23 Franz-Josefs-Kai, à l'origine un hôtel, est construite en 1889 par Wilhelm Fraenkel. Ici se trouvait le Rotenturmtor, où commença en mars 1858 la démolition des remparts de la ville, condition préalable à la construction du Franz-Josefs-Kai.
- N° 13-23 : Jusqu'en 1954, l'Adlergasse, parallèle au quai, s'étendait de la Rotenturmstraße à la Schwedenplatz et était attenante à un pâté de maisons côté quai ; elle fut détruite en 1945 et la zone fut ensuite utilisée pour agrandir la Schwedenplatz.
- Sur le Vorkai : gare maritime de la ville de Vienne
- Station Schwedenplatz (U1, U4)
- Schwedenbrücke (entre Schwedenplatz, Taborstraße et Praterstraße)
- Schwedenplatz : Elle ne possède dans son inventaire que des numéros de maison datant d'avant 1945. Le n°1 était la façade latérale du bloc d'habitations entre l'Adlergasse et le quai qui fut détruit en 1945 et n'existe plus aujourd'hui, le n°2 est la maison d'angle du Laurenzerberg, les n°3 et 4 sont un hôtel, le n°5 est la façade latérale de la maison située Franz-Josefs-Kai 11 (au coin de la Postgasse).
- N°7 et 9 : Bâtiment du Ministère de la Défense, qui a son siège dans la caserne Rossauer depuis 2004 ; La maison, inaugurée en 1907 comme "palais industriel", est utilisée à des fins militaires depuis 1938 et est reconstruite en 1955.
- N°1–9 : Jusqu'en 1901, les propriétés appartenaient à la caserne François-Joseph, qui est ensuite démolie.
- Julius-Raab-Platz (depuis 1976, auparavant Aspernplatz en 1903) : La grande intersection, à l'extrémité est du Franz-Josefs-Kai, relie le quai au Aspernbrücke, à côté de depuis En 1905, l'Urania conçue par Max Fabiani se dresse, avec l'Uraniastraße qui sert de prolongement au quai et avec la Stubenring au sud.
- Aspernbrücke